# Friedrich Wilhelm von Ferber
Friedrich Wilhelm Ferber, ab 1776 von Ferber, ab 1789 Freiherr von Ferber (* 7. Juni 1732 in Dresden; † 25. Oktober 1800 in Leipzig), war ein kursächsischer Staatsmann. Als Hof- und Justizrat war er einer der programmatischen Köpfe des sächsischen Rétablissements.

## Leben
Ferbers Vater war Friedrich Traugott Ferber (1701–1763), königlich-polnischer und kurfürstlich-sächsischer Hofrat, Geheimer Kabinettssekretär, Dompropst von Zeitz. Die Mutter war Elenore Magdalene geb. Conradi (1707–1763). Verschwägert war er mit Karl Ferdinand Lindemann (1714–1782), Vizepräsident des Kammerkollegiums in Dresden. Beide sind Vorfahren des Historikers Heinrich von Treitschke.
Durch Kontakt zu seinem Vater nahm der Jurist Ferber seine Tätigkeit im Verwaltungs- und Finanzbereich des sächsisch-polnischen Kurfürst-Königs August III. und dessen Premier Graf Heinrich von Brühl (1700–1763) in Dresden und Warschau auf. Er stellte fest, dass die Staatsfinanzen durch die Ein- und Ausgabepolitik von Brühl, hauptsächlich verursacht durch die hohen Kosten des Siebenjährigen Krieges zerrüttet waren. Sachsen stand kurz vor einem Staatsbankrott. Um an die Wurzel der Probleme heranzugehen und Lösungen zu erarbeiten, war Dresden nicht der richtige Ort, sondern Leipzig. Leipzig war der bedeutendste Geld- und Handelsplatz in Sachsen und der Sammelplatz der Landsteuer-Einnahme im gesamten Kurfürstentum. Von dort erfolgte die Bearbeitung und Verteilung. In Leipzig fand Ferber einen Gleichgesinnten für neue Reformbewegungen durch Christian Gotthelf von Gutschmid. Er wurde sein Lehrherr und erzog ihn nach den Grundsätzen des aufgeklärten Absolutismus, der für bürgerliche Freiheiten und Ordnung eintrat.
Dies war die Grundausrichtung, mit der sich Kurfürst Friedrich Christian 1763 mit den von ihm ausgesuchten Personen unter dem Vorsitz von Thomas von Fritsch für das Rétablissement an die Arbeit machte. Somit übernahmen einige ausgewählte Männer aus dem Volk die Staatsgeschäfte. Der Kern aus der Gruppe dieser Reformer stammte aus dem Leipziger Bürgertum, die diesen Geist (bürgerlicher Geist gegen bürgerliche Macht) in die kursächsische Politik hineintrugen. Das Ziel der Arbeit wurde definiert: die Erneuerung der Gesellschaft durch grundlegenden Politikwechsel, Wiederherstellung und Ausweitung des Wohlstandes im Kurfürstentum Sachsen. Ferber war neben den anzugehenden Reformen wie Justiz (u. a. Rechtssicherheit im Geschäftsverkehr), Förderung der Land- und Forstwirtschaft, Behördenorganisation, Verbesserung der Gesundheitsvorsorge, Bildungswesen für die Schlüsselressorts Wirtschafts-, Finanz- und Steuerpolitik die verantwortliche Person. Seine Ämter waren Hofrat, Sächsischer Geheimer Finanzrat, ab 1779 Vizedirektor und 1800 kurzzeitig Direktor der Landes-Ökonomie-, Manufaktur- und Kommerzien-Deputation (kurz „Commercien-Deputation“). Aus der Zahl dieser Ämter leitete sich seine Fachkompetenz ab. Durch die konsequente Umsetzung der Spar- und Konsolidierungspolitik, beispielsweise Freisetzung des Eigentums von Verfügungsbeschränkungen, konnten in den nächsten Jahren 40 Millionen Taler Verschuldung abgebaut werden. Von der früheren korrupten Günstlingswirtschaft sprach niemand mehr. Zehn Jahre nach Einsetzung der Rétablissement-Kommission konnte die Staatsverschuldung abgebaut werden.

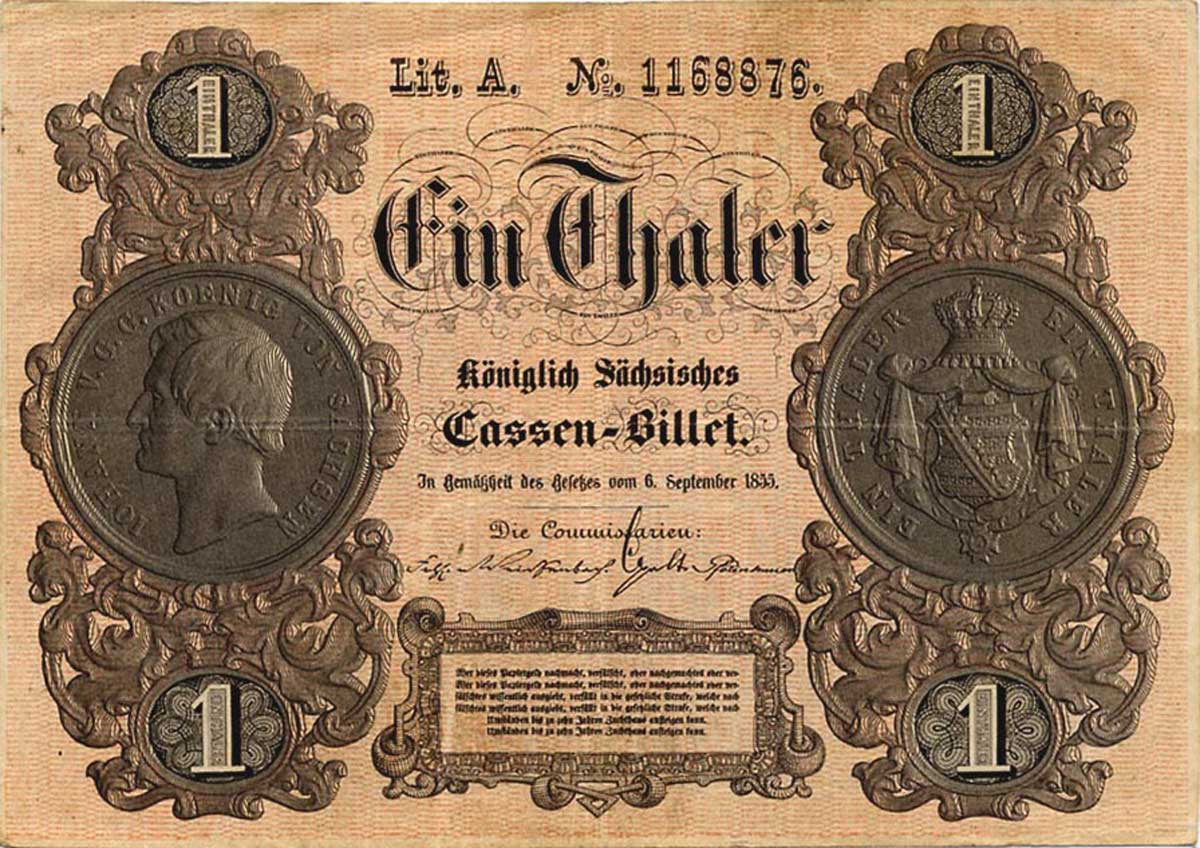
Wertstabiles Papiergeld von 1772: Sächsischer „1 Taler-Schein“ 1855

Die Churfürstlich Sächsischen Cassen Billets, die erstmals 1772 ausgegeben wurden und in deren „Commission“ zeitweilig auch von Ferber saß, sind berühmt als relativ wertstabiles Papiergeld.
Eine der Hauptgründe für die Entschuldung war die Steuerpolitik. Die Senkung der Verbrauchssteuern und die staatliche Wirtschaftsförderung begünstigte den Aufschwung von Handel und gewerblicher Wirtschaft. Thomas von Fritsch konnte als Leiter der Rétablissement-Kommission erstmals wieder einen Überschuss im sächsischen Staatshaushalt bekannt geben. Obwohl nicht alle Reformpläne im Finanz- und Wirtschaftsbereiche durch den Widerstand der Stände umgesetzt werden konnten, hatte Sachsen im ausgehenden 18. bis Mitte des 19. Jahrhunderts den führenden Platz in der Frühindustrialisierung Deutschlands. Selbst die beinahe Halbierung des sächsischen Flächenstaates durch den Wiener Kongress wirkte sich nicht negativ aus.
Ferber heiratete 1767 in Leipzig eine Tochter des Seidenwarenhändlers Jan Dubose.
Er unterstützte maßgeblich das Dresdner Freimaurerinstitut und förderte Karl Wilhelm Daßdorf und Johann George Palitzsch. 1777 setzte er sich auf Bitten von Moses Mendelssohn für die „von der Austreibung bedrohten“ Dresdner Juden ein.
In Anerkennung seiner Verdienste um den kursächsischen Staat wurde Ferber 1776 in den Adelsstand und 1789 in den Freiherrnstand erhoben. Ferber starb 1800 in Leipzig.

## Schriften
- L’esprit et le systeme du gouvernement de la Saxe depuis la mort du feu roi Auguste III. jusqu’a l’année 1765 (Digitalisat).
- Rede bey einer feyerlichen Versammlung der Freymaurer zu Dresden: gehalten den 30. May 1772 (Digitalisat).